# Крутая (Духовщинский район)
Крутая — деревня в Духовщинском районе Смоленской области России. Входит в состав Пречистенского сельского поселения. Население — 1 житель (2007 год). 
Расположена в северной части области в 33 км к северо-западу от Духовщины, в 4 км западнее автодороги Р136 Смоленск — Нелидово. В 54 км юго-восточнее деревни расположена железнодорожная станция Ярцево на линии Москва — Минск. 

## История
В годы Великой Отечественной войны деревня была оккупирована гитлеровскими войсками в июле 1941 года, освобождена в сентябре 1943 года.